# Мітанні
37°38′58″ пн. ш. 39°53′31″ сх. д. / 37.649569° пн. ш. 39.89186° сх. д.

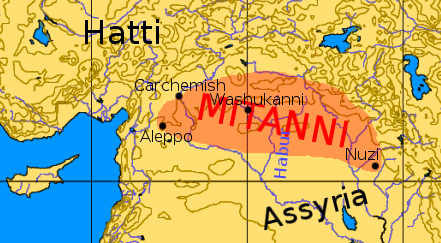
Царство Мітанні

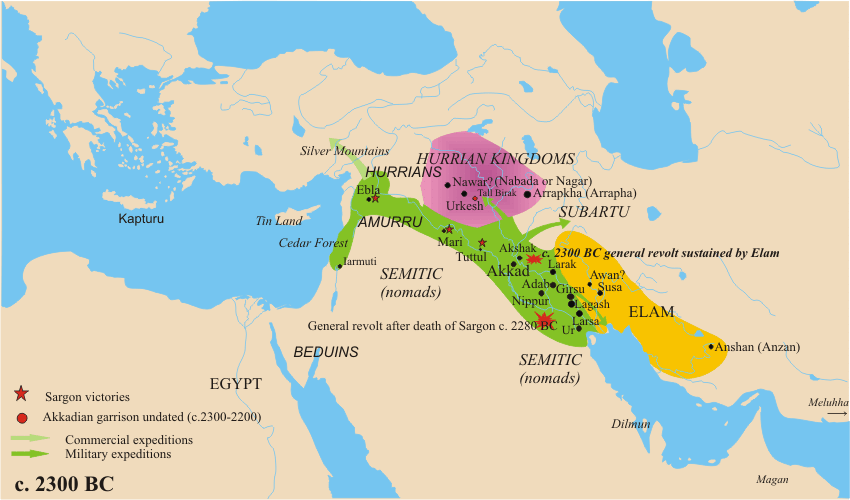
Давнє Межиріччя в 2300 до н. е.

Мітанні або Майтанні, також Ханігальбат (у вавилонських текстах), Хані-рабат (в ассирійських текстах), Нахарін (у давньоєгипетських текстах) — давньосхідна держава, заснована племенами хуритів в північній Месопотамії приблизно в 1500-ті роки до н. е. Населення Мітанні переважно складалося з хуритів і семітів, офіційними мовами були хуритська й аккадська.Найбільшої могутності Мітанні досягла в період XIV сторіччя до н. е., коли займала територію сучасної південно-східної Туреччини, північної Сирії та північного Іраку. Столицею було місто Вашуканні, розташування якого археологами ще не визначене.
Мітанні утвердилась на історичній арені в умовах вакууму, який утворився в результаті розгрому Вавилонського царства хетто-хуритським союзом в XVI столітті до н. е.
Основу військової потуги Мітанні складали колісниці. Зберігся мітаннійський трактат з виїздки коней, в якому описується система тренування дуже схожа на так звану «англійську» систему XIX століття. Цей трактат написано хуритською, але він містить чимало індо-арійських коренів які стосуються коней та колісниць.
Відома давньоєгипетська цариця Нефертіті за походженням, можливо, була мітаннійкою — деякі теорії говорять, що до одруження вона була царівною Мітанні Тадукіпою.
Міжусобна боротьба, що розпочалася після смерті царя Мітанні Тушратти, призвела до втручання хеттів у внутрішні справи царства, Мітанні втратило політичну вагу, а в 1250 до н. е. було остаточно знищено Ассирією, раніше залежною від Мітанні.

## Назва
Найдавніша зафіксована форма назви цієї держави — Майтанні. Зазвичай це пояснюється походженням хурритського суфікса «-нні» від основи, запозиченої з індоарійської мови, майта- «об'єднувати», яка є спорідненою із санскритським дієсловом міт (मिथ्; «об'єднувати, з'єднувати, з'єднувати, зустрічатися»). Таким чином, назва Майтанні означала «об'єднане королівство». Паралельно зі зміною протоіндоарійського майтхаті «він об'єднує» на санскритське метаті (मेथति) з монофтонгізацією протоіндоарійського «ay» на санскритське «e», назва Майтанні могла змінитися на пізнішу форму Мітанні, де основа «майта-» могла змінитися на «міта-» з монофтонгізацією «ai» на «i».

## Історія
У часи Аккадської імперії хурити мешкали на схід від річки Тигр на північному краю Месопотамії та в долині Хабур. Група, яка стала мітаннійцями, поступово просувалася на південь до Месопотамії до XVII століття до н. е. У середині того ж століття ймовірно утворюється їх держава. На цей час Мітанні вдалося об'єднати дрібні племінні хуритські групи Месопотамії. Перша письмова згадка про царство відноситься до давньовавилонського тексту близько 1600 року до н. е.
Кінцем цього століття датується великий похід хуритів Ханігальбата (у пізніших текстах «Ханігальбат» виступає лише як інша назва царства Мітанні) вглиб Малої Азії за хетського царя Хаттусілі I. Цей напад було хурритов легко відбито хетами, які підкорили територію між горами Тавра і Євфратом.

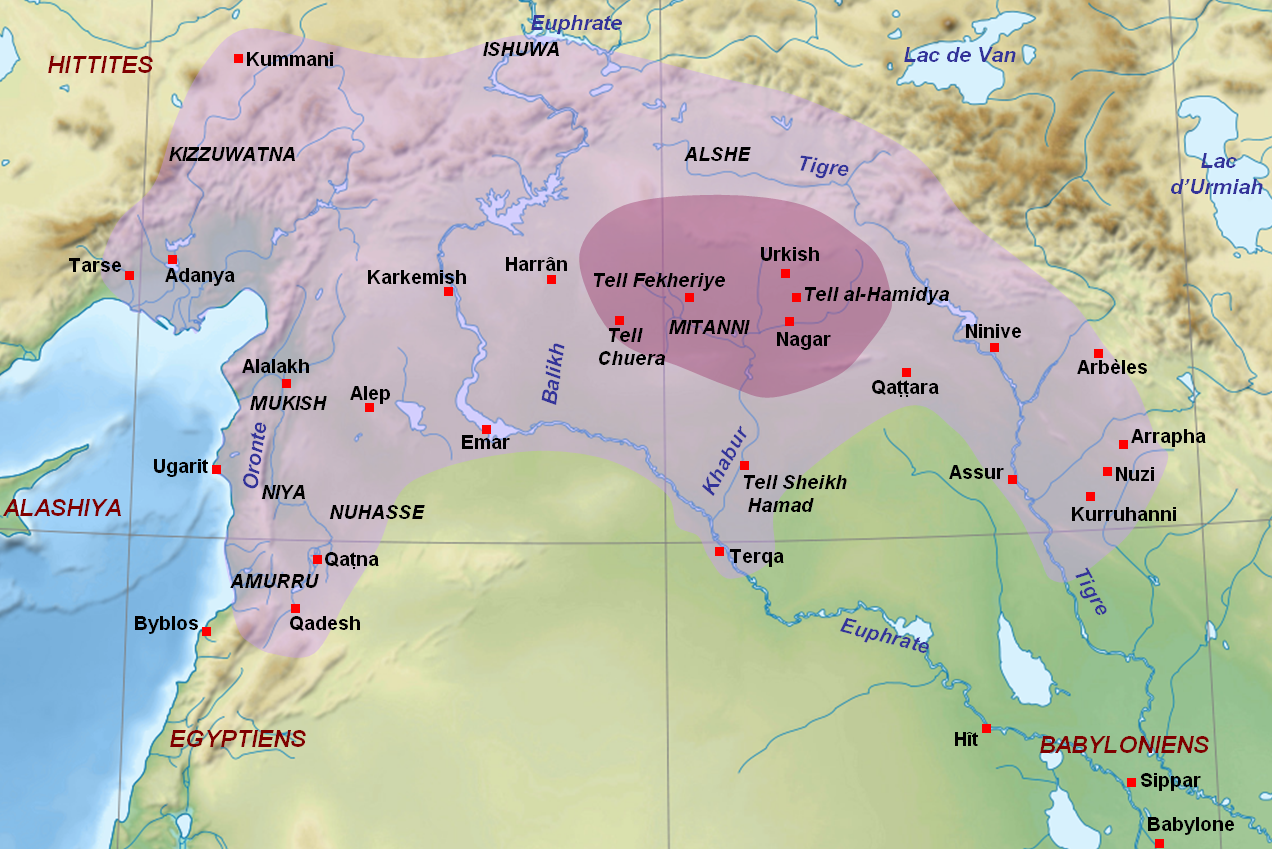
Мітанні за панування Парраттарни I (темним позначено власне землі царство, світлим — залежні землі)

Скориставшись тим, що після смерті царя Мурсілі I в Хетській державі почалися тривалі внутрішні чвари, Мітанні зуміло здобути незалежність. Перший відомий нам мітаннійський цар Кірта. Парраттарна I розширив владу на північ Сирії, встановивши зверхність над державою Алалах. За ним послідували Аррапха, Староассирійське царство, яке хоч і не увійшов безпосередньо до складу Мітанні, але мало мітаннійського посла (суккаллу). Останній брав участь у роботі ради старійшин Ашшура і носив нарівні з іншими званням лімму. Зміг підпорядковувати багато міст східної частини Малої Азії. Він уклав договір із Шунашшурою, царем Кіззуватни
За часів царя Парраттарни I починається боротьба з Єгиптом за сфери впливу у Передній Азі, оскільки єгиптяни почали з часів Тутмоса IТутмос I стали здійснювати походи до північної Сирії. Під час походів єгипетського фараона Тутмоса ІІІ він зустрів опір з боку коаліції сиро-палестинських володарів під егідою Мітанні. Згідно зі складеним писарем фараона Таніні анналам, на 33 рік свого царювання Тутмос III вдерся в межі царства Митанії, змусивши його правителя втекти за Євфрат.

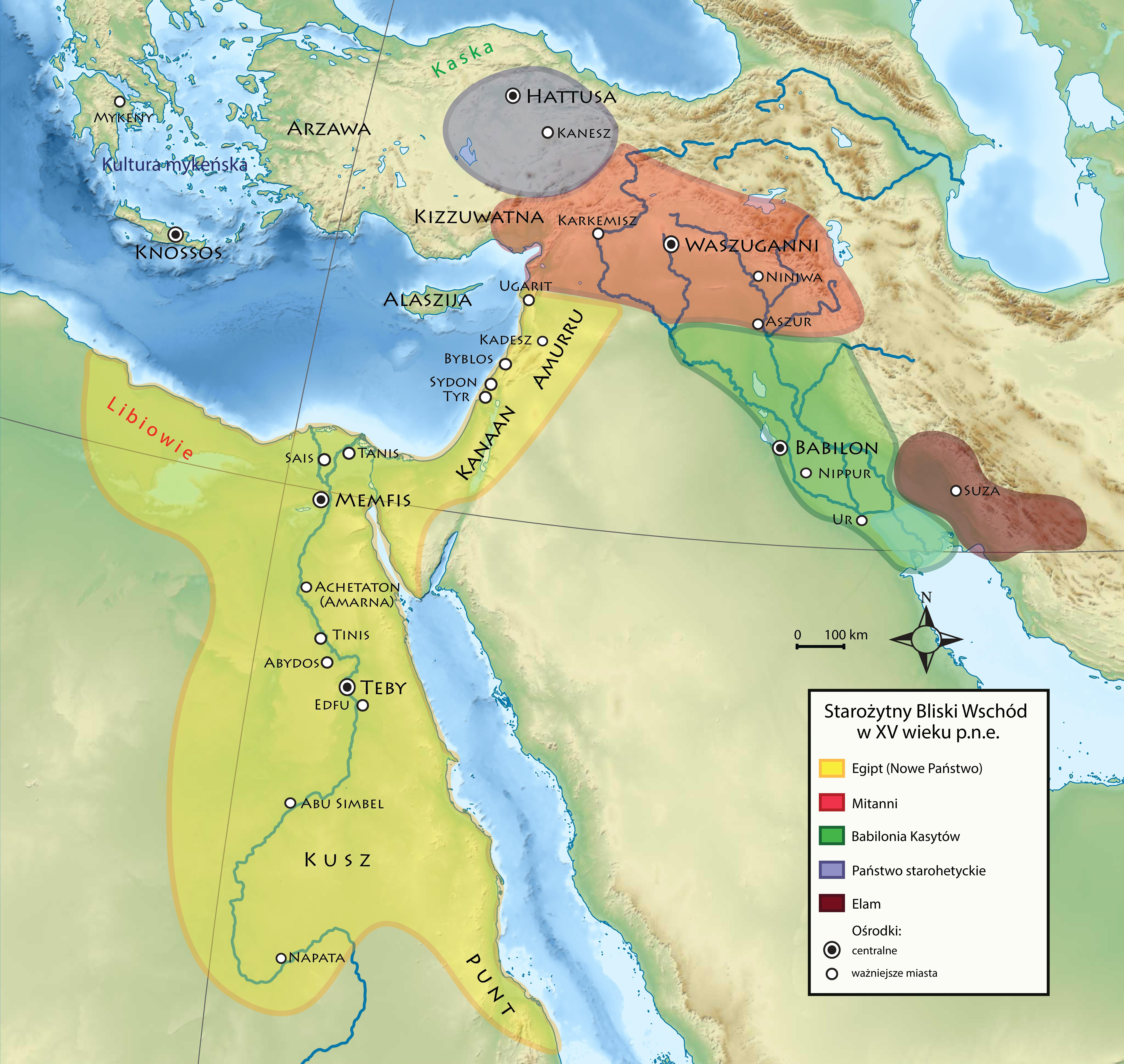
Мітанні у 1450 році до н. е.

Намагався зберегти вплив в Малій Азії та Сирії Шауштатар. Уклав союз з державою Ішува як противагу Хетській державі.
Війна Мітанні з Єгиптом йшла зі змінним успіхом до правління Артатами I, коли між ними був укладений мир. Шуттарна II продовжив політику попередника. Для зміцнення союзу з Єгиптом віддав свою доньку Гілухіпу за фараона Аменхотепа III. Це замирення пояснюється потужною загрозою Мітанні з боку хетського царя Хаттусілі III, що також розпочав поглинання Сирії. Весь наступний період йдуть війни між хетами та мітаннійцями, а в Мітанні починається черга династичних чвар за трон між Тушратою та його братом Артатмою. Проте цар Тушратта, спираючись на дружбу з Єгиптом, зміг напочатку успішно боротися з хетами. Втім Ассирія скинула мітаннійську залежність. Цим скористався хетський цар Суппілуліума I, що у 1345 році до н. е. підкорив північну Сирію, розграбував мітаннійську столицю. Але Тушрата до 1327 року до н. е. боровся з хетами. В цей час було втрачено землі на сході на користь ассирійського царя Ашшур-убалліта I.
Після загибелі Тушратти царство опинилося у складній ситуації: вороги (Хеттська держава і Ассирія) посилилися, відносини з Єгиптом охололи, військова та еконмоічна потугу були надламані. При формальному цареві Артатамі II, який здавна претендував на нього, фактично країною править його син Шуттарна III. Останній наказав стратити велику групу знаті та військовиків — прихильників Тушратти. Проте 200 колісниць на чолі з їхнім начальником Агі-Тешшубом втекли до дружньої країни Аррапху. Згодом Шаттіваза, син Тушратти, за допомоги хетів переміг Шуттарну III. На той час царство було скорочено до долини Хабур. В подальшому держава зазнавала почергових нападів хетів та ассирійців, поки близько 1260 року до н. е. ассирійський цар Шульману-ашаред I остаточно не захопив Мітанні, поваливши її останнього царя Шаттуару II. Мітанні було перетворено на провінцію Середньоассирійського царства.

## Територія
Розташовувалася на території Північної Месопотамії та прилеглих областей. Столиця Мітанні - Вашшуканні (Хошкані) знаходилася біля витоків річки Хабур. У Мітанні були форпости, зосереджені навколо столиці. Іншими великими міськими центрами були Таїте (відоме як «царське місто» Мітанні), Нагар, Азу, Захіку, Мардаман, 

## Мова
Те, що мітаннійці розмовляли хуритською мовою, видно як із текстів договорів, укладених ними з хеттами, так і з листів єгипетським фараонам. Ділові документи внутрішнього вжитку, хоч переважно й написані аккадською, але з характерними помилками які вказують, що рідною для авторів була хуритська. Водночас скріплення текстів договорів з хеттами іменами божеств Мітра, Варуна, Індра і клятви цим богам, а також індо-арійські імена, що часто зустрічалися серед мітаннійської аристократії свідчать про те, що принаймні частина панівного класу була індо-арійського походження. Усі царі Мітанні мали давньоіндійські імена, навіть якщо до коронування вони мали хуритські імена. Саме на місці держави Мітанні, на території сучасною північної Сирії, були знайдені перші писемні документи написані давньоіндійською мовою.
У найдавнішому збереженому посібнику по тренуванню коней багато технічних термінів,  кольорів коней та кількість кіл написані давньоіндійською мовою
Такий вплив давньоіндійської мови на території Мітанні можна пояснити тим, що тогочасні найманці розмовляли давньоіндійською мовою. Найняті хуритським царем близько 1500 року до н. е., вони узурпували його трон і заснували свою династію, що дуже часто зустрічається в історіях близькосхідних та іранських династій.

## Устрій
Дуже мало відомо про внутрішній політичний та соціальний устрій Мітанні. Відомо, що це не була монолітна імперія, а «федеративний» союз міст-держав та племен, які об'єднувалися навколо Вашшуканні, столиці Ханігальбата, які платили мітаннійському цареві данину та виставляли на допомогу йому військові контингенти.
На чолі стояв правитель, що мав титул великого царя (шарру рабу), що мав політичну, військову та судову владу, але Мітанні не належала до категорії східної деспотії, оскільки зберігалися збори старійшин. Спадкоємність престолу зазвичай відбувається від батька до сина, але можливо, що цей принцип спадкоємності не був правилом, оскільки засвідчені інші випадки (але вони в меншості). Однією з важливіших посад після царя був шакін-біті (очільник царського палацу).
Цар домінував над неоднорідною групою політичних утворень, безсумнівно, зазнаючи різних форм панування. Держава поділялася на провінції (халсу), що управлялися безпосередньо та були довірені намісники (халзоглі). Потім воно включало васальні королівства, такі як Алалах та Аррафа. Царськими містами з навколишніми землями зазвичай керували родичі царя. Деякими містами в регіоні Середнього Євфрату керували ради старійшин чи аристократські родини (так було в Емарі, Басірі, Екалті та Азу), які безпосередньо спілкувалися з великим царем.

### Царі Мітанні
- Кірта (бл. 1500—1490 до н. е.)
- Шуттарна I, син Кірти
- Парраттарна I (П/Барат(т)ама), син Кірти (бл. 1500 — 1470 до н. е.)
- Парша(та)тар (можливо ідентифікується з Парраттарною I) (бл. 1470 — 1450 до н. е.)
- Шауштатар, син Парша(та)тара (бл. 1450 — 1410 до н. е.)
- Артатама I (бл. 1410 — 1400 до н. е.)
- Шуттарна II (бл. 1400 — 1375 до н. е.)
- Арташшумара, син Шуттарни II (бл. 1375 — 1370 до н. е.)
- Тушратта (бл. 1370 — 1350 до н. е.)
- Артатама II
- Шуттарна III
- Шаттіваза (Маттіваза/Куртіваза, Кілі-Тешшуб), син Тушратти (бл. 1350 — 1320 до н. е.)
- Шаттуара I (бл. 1320 — 1300 до н. е.), залежав від Адад-нірарі I, царя Ассирії
- Васашатта, син Шаттуари (бл. 1300 — 1280 до н. е.)
- Шаттуара II, син або племінник Васашатти (бл. 1280 — 1267 до н. е.),

## Суспільство
На верхівці владних щаблів розташовувався цар, потім члени правлячого роду. Певну владу мали цариці, відомо про Юні, дружину Тушратти, яка безпосередньо відповідає єгипетській цариці-матері Тії, згідно з листом Амарни EA 26. Члени царської родини носили хуритські особисті імена, але при сходженні на трон брали індоарійське тронне ім'я.
Значний вплив мало вищі жерці. «Люди хуррі» — військова знать — відігравали значну роль за царя та іноді згадувалися разом із царем у державних угодах. За ними йшли мар'янна (колісничі), що мали високий соціальний та економічний статус (мали маєтки, привілеї, звільнялися від примусової праці. Їх розглядають в якості аналога тогочасної шляхти.
Деякі піддані мали статус ханігалбатуту («громадянина Ханігалбата»), що засвідчено текстами з Алалаху, Умм-ель-Марри та Тель-Брака. Цей політичний статус надавався та підтверджувався великим царем, що видавав офіційні документи зі своєю печаткою як доказ. Відповідно до нього ханігалбатуту підпорядковувалися лише великому царю, їх не могли судити місцеві намісники чи правителі, мали інші привілеї..
Більшість вільного населення являв простолюд (хупшу), терміном семітського походження, який спочатку позначав чоловіків, що підлягали військовій повинності. У документації також використовувався вираз алік ілкі — «той, хто йде на службу»/«підлягає барщині». Переважно вони належали до землеробів та скотарів, що мали власність. Потім йшли бідніша категорія: ашшабу («мешканці») та ханіаххе, що характеризувалися відсутністю власності, можливо, тому, що вона була втрачена, але вони все ще підлягали військовій повинності та виконанню цивільних робіт.
Егеллі, шузуббу або наккошше займалися спеціалізованими ремеслами або іншими професіями, такими як візник або тренер коней.
Землероби та ремісники були організовані в сім'ї (біту), які були одночасно економічними та релігійними одиницями. Жінки могли володіти землею та керувати територіями.

## Військо
Військо Мітанні володіло високою технікою конярства і колісничного бою. Велику роль у війні та в управлінні відігравали колісничі (спочатку звалися ракіб наркабті, потім — мар'янна). Самі колісниці як рід зброї та тактика колісничного бою були, мабуть, запозичені у індоіранців, але колісничі в цей час, судячи з їхніх імен, були чистими хурритами. Термін мар'янна, всупереч постійним твердженням низки дослідників — суто хурито-урартський. Це доводиться не лише наявністю гарної етимології цього слова, а й тим, що інститут мар'янну існував не лише у мітаннійців, а й у всіх хуритів взагалі, зокрема Алалаху та Аррапхі. Ці мар'янна були палацовими службовцями, які отримували свої колісниці з державних комор. Однією з найважливіших інновацій у військовій техніці була розробка мобільної двоколісної колісниці, яка замінила громіздку шумерську колісницю, запряжену дикими ослами. На курсах виїздки, що тривали понад 184 дні, коней навчали, щоб вони стали високопродуктивними тваринами, яких запрягали для швидшого керування колісницею. Це нововведення Міттані пізніше скопіювали хетти, ассирійці та єгиптяни. Відомою стала керівництво з підготовки коней Кіккулі
Також є відомості про існування мітаннійської піхоти, але озброєння, поділ її достеменно невідомі.

## Економіка
Родючий ґрунт і достатня кількість опадів дозволяли вирощувати сільськогосподарські культури, а також розводити велику рогату худобу, овець і кіз. На штучно зрошуваних полях збирали два врожаї на рік. Цар і головні храми володіли власною землею, худобою та садами. Землю обробляли залежні селяни (талухі). Вільні селяни також повинні були вносити частину своєї праці до палацу (ілку). Мар'янна отримували землю для власного утримання, часто обробляючи її за допомогою рабів.
Міста були центрами ремісництва й торгівлі. Мітанні відзначалася розвитком ремісничих технік роботи зі склоподібними матеріалами: склом, глазуруванням для створення фаянсових предметів та фритою. Ці предмети були знайдені у великій кількості на пам'ятках північної Месопотамії (Нузі, Алалах, Тель-Брак, Тель-Ріма), що, здається, робить цей регіон центром розвитку великомасштабного скляного мистецтва, якщо не першим місцем розвитку скловарного ремесла. У будь-якому разі, цей період ознаменувався вдосконаленням обробки скляної пасти та її фарбуванням оксидами металів. Ремісники виготовляли ювелірні вироби (від яких збереглося багато скляних намистин), амулети, циліндричні печатки з фаянсу, а також скляні вази.

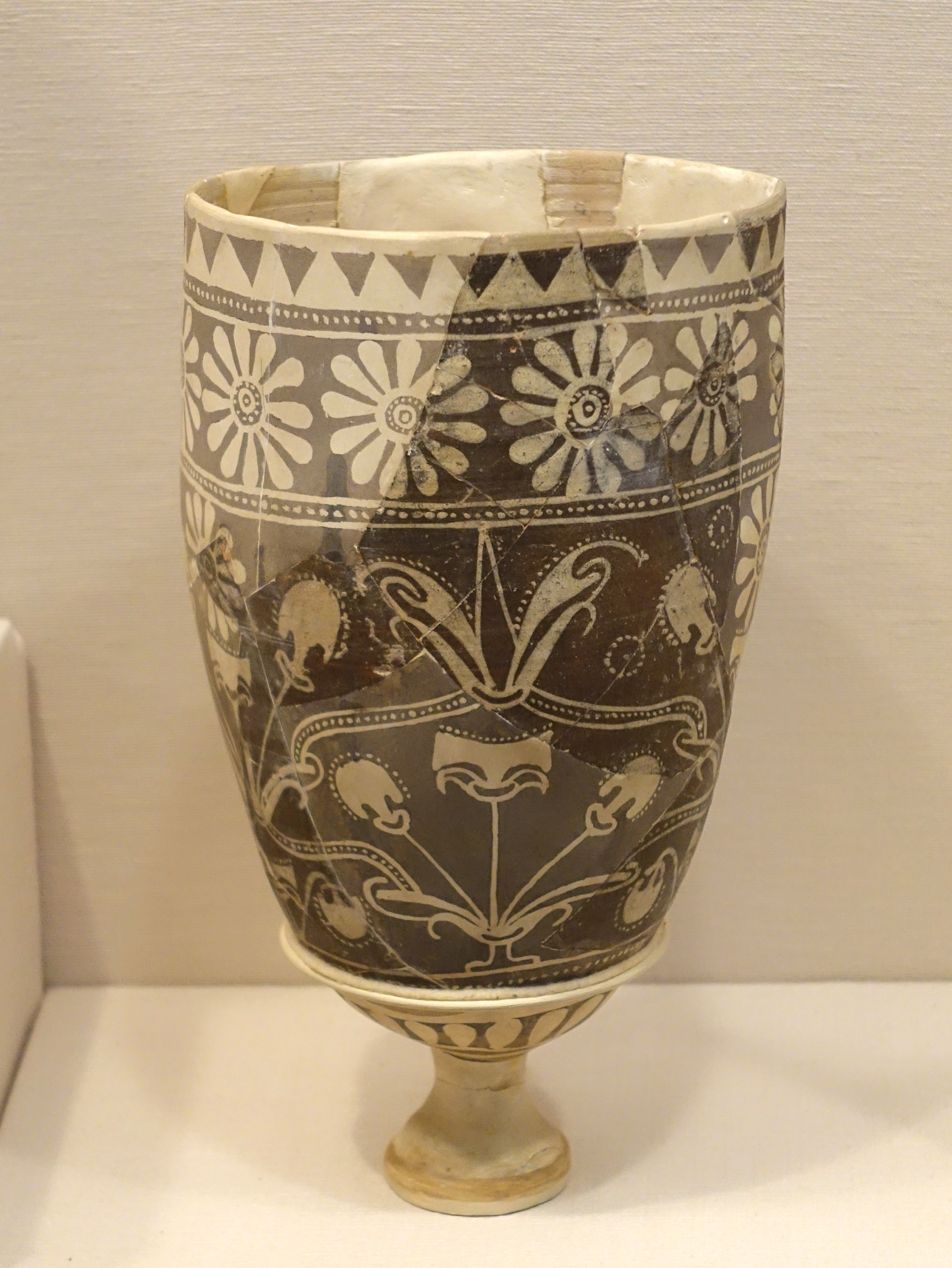
Нузька розписна ваза

 Розвинено було гончарство, про що свідчать археологічні знахідки кераміки. На першому етапі існувала хабурська кераміка (бл. з 1600 по 1550 рік до н. е.). Ця кераміка була продовженням попереднього немітаннійського давньовавилонського періоду. Принаймні з 1550 року до н. е. розписна кераміка Нузі була визначена як характерна кераміка на пам'ятках Мітанні. е вишукана кераміка з темним фоном, з розписаними білими мотивами, що зображують на кількох регістрах стилізовані прикраси, часто квіткового або криволінійного типу, обрамлені іншими прямолінійними мотивами, також птахами, а іноді й чотириногими тваринами. Характерною формою є високий, тонкостінний келих на вузькій ніжці, але також зустрічаються інші типи келихів, глечиків та мисок. Зустрічаючись переважно в палацах, храмах та великих міських будинках, він часто вважається предметом розкоші, призначеним переважно для еліти. Втім його також можна знайти в селах.
Значне наповнення скарбниці надходила у вигляді данини (арана) та військової здобичі.

## Вірування
Мітаннійська релігія формувалася на основі хуритської міфології. Відомо про богів Шавушка (богиня планети Венера та покровителька кохання та війни), Еяшаррі (аналог Енкі), бог бурі Тешуб, його дружина Гебат. Тешуб поділявся на кілька іпостасей, розташованих відповідно до його головних місць поклоніння: Кахат (головний храм), Вашшуканні, Алеппо. Далі йдуть астральні божества. Бог Сонця Шіміги, якому поклонялися в місті Іхібе. Ще одне головне божество регіону, бог Місяця Кушух.

## Культура

### Архітектура
Будинки переважно  зводилися із сирцевої цегли, а з каменю робили фундамент, цоколь та колони. Для перекриттів використовували дерево. Для пам'яток, що збереглися, характерні масивність і присадкувати. Для царів будували мавзолеї (карашку).
Нагар мав монументальні будівлі, включаючи палац і храм, а також розвинуто нижнє місто площею 40 га.

### Скульптура
У Тель-Браку було виявлено вапнякову статую, а також фрагмент голови базальтової статуї. Статуя була розміщена на базальтовому троні, між двома статуями тварин, від яких збереглися лише ступні. 

### Гліптика
Дослідники виокремлюють два стилі гліптики: так званий загальний, що переважає на циліндричних печатках, виготовлених з фрити, та складний стиль, який переважно зустрічається на циліндричних печатках з напівкоштовного каміння (агату, халцедону, сердоліку). Обидві групи часто зображують гібридних істот, рослини, а також богів і героїв, таких як завойовники тварин. Замість того, щоб стояти на спільній лінії, фігури у складному стилі часто розкидані по поверхні печатки.
Найдавніша збережена царська печатка правителів Міттані знайдена на текстах з Алалаха. На ній зображено двох героїв, які хапають лева. Згідно з написом, власником печатки є цар Шуттарна I. Ще одна царська печатка відома за її власником — Шауштатаром. На ній зображено крилатого генія з простим вінцем з рогів, який тримає двох левів за задні ноги. На задньому плані зображено інші фігури, що перемагають тварин, зокрема жінку зі змією. На верхньому краю два леви сидять з піднятими лапами та птахом на спині під деревом життя, увінчаним зіркою. Відбиток печатки з архіву Амарни розділений на регістри та, ймовірно, належить Тушратті. На ньому, серед іншого, зображено сцену поклоніння та крилатого генія з переплетеними ногами.

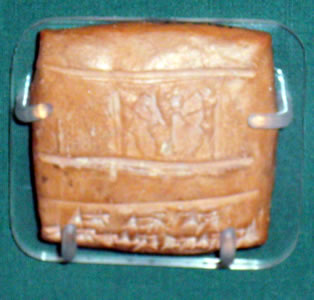
Печатка Шауштатара
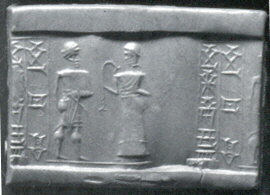
Два чоловіки. Циліндрична печатка (XVI—XV ст. до н.е.), загальний стиль
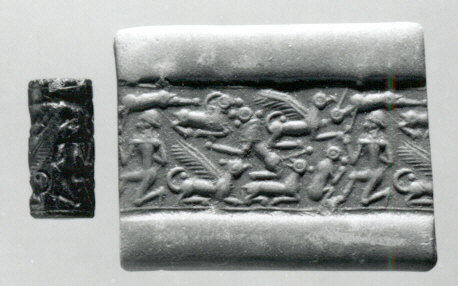
Оголений чоловік, грифони, мавпа, лев, коза. Циліндрична печатка (XV-XIV ст. до н.е.), складний стиль

## Сучасні дослідження
В травні 2022 року, за повідомленням агентства Arkeonews, група археологів з різних країн на території Іраку виявила таємниче місто. Його вік, за попереднім аналізом, сягає 3400 років. Вчені впевнені в тому, що воно було частиною стародавнього царства, яке могло входити до складу імперії Мітанні. Залишки старовинного міста знайшли на річці Тигр. Раніше його вкривав шар води. Після того, як у регіоні сталася дуже сильна посуха, рівень води у водосховищі Мосульської греблі став набагато нижчим. Це призвело до того, що місто у буквальному значенні слова повстало з дна річки. Археологи висунули теорію щодо того, що це можуть бути залишки стародавнього міста Закіку.